# Eupithecia tenebricosa
Eupithecia tenebricosa là một loài bướm đêm trong họ Geometridae.